# Cornelio Saavedra (provins)

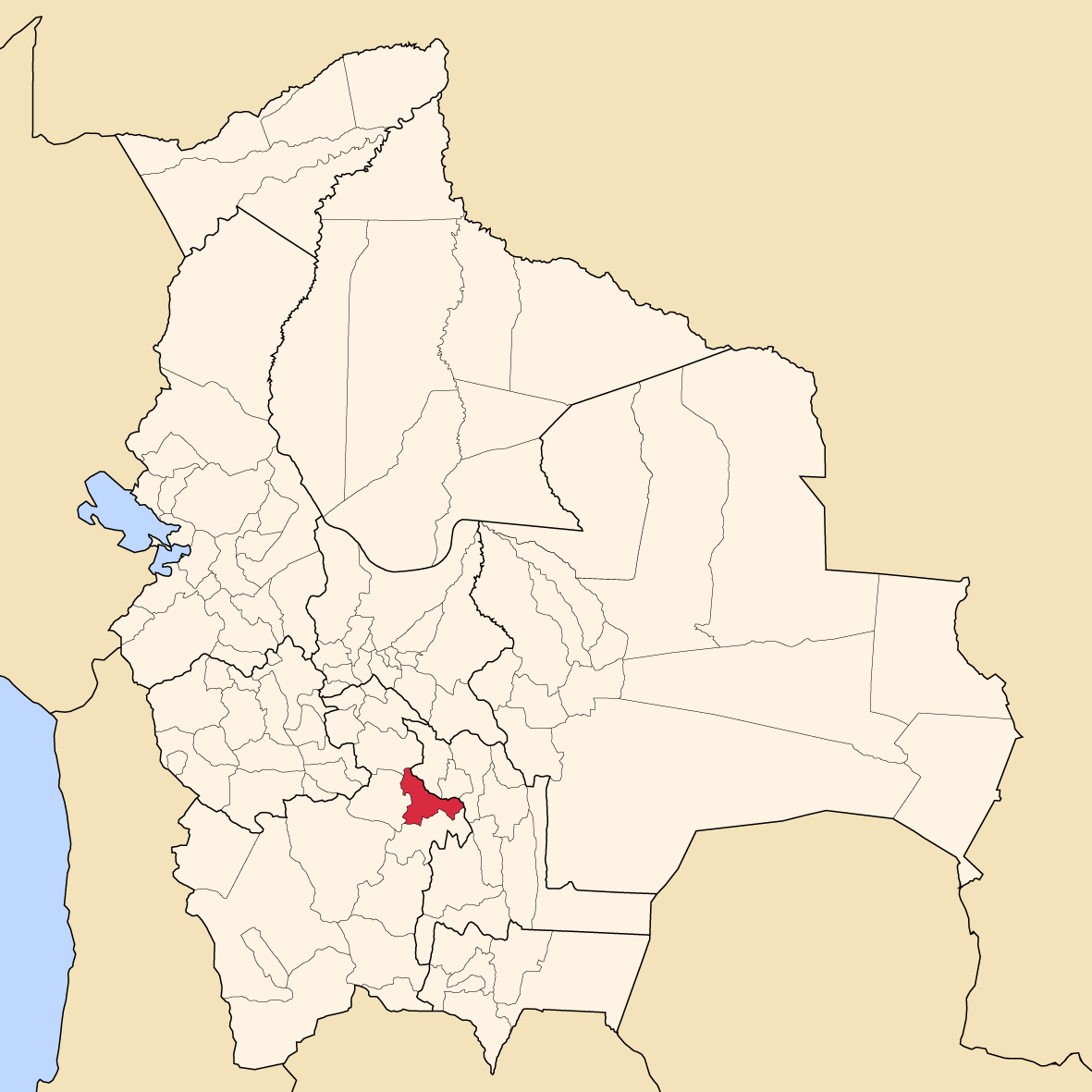
Provinsens läge i Bolivia

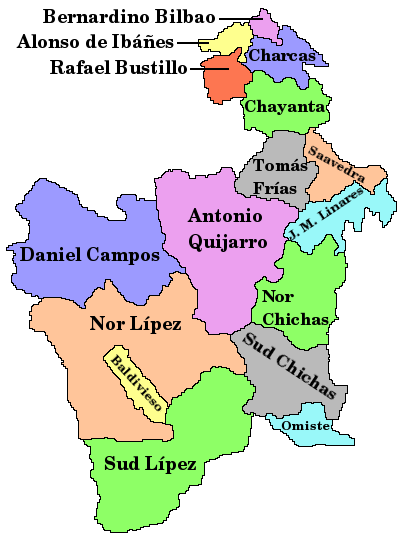
Provinser i Potosí

Cornelio Saavedra är en provins i departementet Potosí i Bolivia. Den administrativa huvudorten är Betanzos.